# Cengiz Ünder
Cengiz Ünder (Sındırgı, Balıkesir, 14 juli 1997) is een Turks voetballer die doorgaans als Rechtsbuiten speelt. Ünder debuteerde in 2016 in het Turks voetbalelftal.

## Clubcarrière

### Turkije
Ünder verruilde in 2013 Bucaspor voor Altınordu SK. Hij maakte elf doelpunten in 51 competitieduels voor Altınordu SK. In 2016 werd hij voor €700.000 verkocht aan Istanbul Başakşehir. Op 28 juli 2016 debuteerde hij voor deze in de voorronde van de UEFA Europa League tegen HNK Rijeka. Op 21 augustus 2016 debuteerde de middenvelder in de Süper Lig tegen Fenerbahçe SK. Op 2 oktober 2016 maakte hij zijn eerste treffer in de Süper Lig, tegen Alanyaspor. Ünder was in zijn eerste seizoen op het hoogste niveau goed voor negen doelpunten in 43 wedstrijden in alle competities.

### AS Roma
Op 16 juli 2017 maakte Ünder de overstap naar AS Roma, waar hij een vijfjarig contract tekende. AS Roma betaalde €13.400.000,- miljoen voor hem, wat kon oplopen via bonussen. Op 26 augustus 2017 maakte Ünder zijn debuut voor AS Roma, in de Serie A tegen Internazionale (1–3 verlies). Zeven minuten voor tijd verving hij Daniele De Rossi. Op 4 februari 2018 scoorde Ünder voor het eerst voor AS Roma, in de competitiewedstrijd tegen Hellas Verona. Hij scoorde al in de eerste minuut van de wedstrijd en zijn doelpunt bleek ook de enige van de wedstrijd. Dat seizoen bereikte AS Roma de halve finale van de Champions League, waarin Liverpool te sterk bleek. Op 21 februari 2018 debuteerde Ünder in deze competitie, in de uitwedstrijd van de achtste finale tegen Shakhtar Donetsk. Hij maakte het openingsdoelpunt bij een wedstrijd die met 2–1 verloren werd, waardoor hij de jongste Turkse speler ooit was die scoorde in de UEFA Champions League.

#### Leicester City
Op 20 september 2020 werd bekendgemaakt dat Ünder voor één seizoen verhuurd werd door AS Roma aan Leicester City.

###### Olympique de Marseille
In de zomer van 2021 verhuisde de Turkse flankspeler naar de Zuid-Franse havenstad Marseille. Bij Les Phocéens maakte Ünder in zijn eerste competitiewedstrijd onmiddellijk zijn eerste doelpunt in de Franse Ligue 1. Deze aansluitingstreffer lag aan de basis van de spectaculaire remontada van l'OM dat uiteindelijk met 2-3 won van Montpellier HSC. Na de huurperiode werd hij overgenomen door de club. Na een seizoen vertrok hij echter alweer.

#### Fenerbahçe
In de zomer van 2023 maakte hij voor 15 miljoen euro een transfer naar Fenerbahçe.

#### Los Angeles FC
Begin 2025 werd Ünder vanwege tegenvallende prestaties verhuurd aan het Amerikaanse Los Angeles FC, die de optie tot koop niet wilde lichten, waarna hij nog voor het begin van de Wereldkampioenschap voetbal voor clubs, terugkeerde naar Fenerbahçe. Hij scoorde slechts twee doelpunten in de 16 wedstrijden die hij speelde bij de Amerikanen.

## Clubstatistieken
| Seizoen | Club             | Competitie     | Competitie | Competitie | Beker | Beker | Internationaal | Internationaal | Totaal | Totaal |
| Seizoen | Club             | Competitie     | Wed.       | Dlp.       | Wed.  | Dlp.  | Wed.           | Dlp.           | Wed.   | Dlp.   |
| ------- | ---------------- | -------------- | ---------- | ---------- | ----- | ----- | -------------- | -------------- | ------ | ------ |
| 2014/15 | Altınordu        | TFF 1. Lig     | 20         | 5          | 6     | 0     | —              | —              | 26     | 5      |
| 2015/16 | Altınordu        | TFF 1. Lig     | 31         | 6          | 1     | 0     | —              | —              | 32     | 6      |
| 2016/17 | Başakşehir       | Süper Lig      | 32         | 7          | 7     | 2     | 4              | 0              | 43     | 9      |
| 2017/18 | AS Roma          | Serie A        | 26         | 7          | 1     | 0     | 5              | 1              | 32     | 8      |
| 2018/19 | AS Roma          | Serie A        | 26         | 3          | 1     | 0     | 6              | 3              | 33     | 6      |
| 2019/20 | AS Roma          | Serie A        | 18         | 3          | 2     | 0     | 3              | 0              | 23     | 3      |
| 2020/21 | → Leicester City | Premier League | 9          | 0          | 2     | 1     | 8              | 1              | 19     | 2      |
| 2021/22 | → O. Marseille   | Ligue 1        | 32         | 10         | 3     | 1     | 12             | 2              | 47     | 13     |
| 2022/23 | O. Marseille     | Ligue 1        | 37         | 5          | 3     | 0     | 6              | 0              | 46     | 5      |
| 2023/24 | Fenerbahçe       | Süper Lig      | 24         | 9          | 2     | 0     | 7              | 0              | 33     | 9      |
| 2024/25 | Fenerbahçe       | Süper Lig      | 3          | 0          | 2     | 0     | 4              | 0              | 9      | 0      |
| 2025    | → Los Angeles    | MLS            | 12         | 2          | 0     | 0     | 4              | 0              | 16     | 2      |
| Totaal  | Totaal           | Totaal         | 270        | 57         | 30    | 4     | 59             | 7              | 359    | 68     |

Bijgewerkt tot en met het seizoen 2024/25.

## Interlandcarrière
Ünder debuteerde op 12 november 2016 in het Turks voetbalelftal, in een WK-kwalificatiewedstrijd tegen Kosovo. Hij viel na 77 minuten in voor Volkan Şen. Op 27 maart 2017 maakte de middenvelder zijn eerste doelpunt, tegen Moldavië. Hij mocht in de basiself beginnen en maakte na 52 minuten het derde Turkse doelpunt.

## Erelijst
| FA Cup | 1x | 2020/21 |